# Alex Chow
Alex Chow est un leader étudiant hongkongais, actif notamment durant les manifestations de 2014 à Hong Kong, appelées également mouvement des parapluies. Il est né en 1990.

## Biographie
En août 2016, il est condamné pour son rôle dans le mouvement à 3 semaines de prisons en sursis. En août 2017, il est condamné pour son rôle dans le mouvement des parapluies à 7 mois de prison ferme, alors qu'en parallèle, Joshua Wong, Nathan Law sont condamnés respectivement à 6 et 8 mois de prison ferme.